# 造父三
仙王座λ（造父三），又名BD+58 2402，HD 210839、SAO 34149、HR 8469，是仙王座的一颗恒星，视星等为5.04，位于銀經103.83，銀緯2.61，其B1900.0坐标为赤經22h 8m 6.8s，赤緯+58° 2.61′ 16″。